# Burgstall Schlossberg (Hesselberg)
Der Burgstall Schlossberg, auch Burg Hesselberg genannt, ist eine abgegangene mittelalterliche Höhenburg bei 305 m ü. NHN auf dem Schlossberg bei Hesselberg, einem heutigen Gemeindeteil der Gemeinde Heßdorf im mittelfränkischen Landkreis Erlangen-Höchstadt in Bayern.
Von der ehemaligen Burganlage sind keine Reste erhalten.